# Presentismo
Ein Presentismo (spanisch presentismo, deutsch „Präsentismus“) ist eine Zulage oder Sondervergütung, die in Argentinien vom Arbeitgeber an den Arbeitnehmer gezahlt wird, wenn dieser im jeweiligen Monat keinen Fehltag hatte. Da auch Krankheitstage zum Wegfall des Presentismo führen, gehen Arbeitnehmer oft auch krank zur Arbeit.
1999 wurde diese Zulage als Druckmittel benutzt, um streikenden Lehrkräften entgegenzuwirken. In vielen argentinischen Provinzen betrug der Anteil, der nur bei hundertprozentiger Anwesenheit ausgezahlt wurde, mehr als die Hälfte des gesamten Einkommens der Lehrer.